# 安德里伊夫卡 (别尔江斯克区)
47°6′2″N 36°35′3″E / 47.10056°N 36.58417°E
安德里伊夫卡（烏克蘭語：Андріївка），又按俄语名译为安德烈耶夫卡，是烏克蘭東南部扎波羅熱州別爾江斯克區安德里伊夫卡市镇内的市級鎮及其行政中心。始建於1809年，面積9.42平方公里，海拔高度88米，2011年人口3,002，人口密度每平方公里318.68人。